# Viaje sentimental por Francia e Italia
Viaje sentimental por Francia e Italia (A Sentimental Journey Through France and Italy) es una novela del escritor inglés Laurence Sterne. Fue publicada por primera vez el 27 de febrero de 1768, coincidiendo prácticamente con el deceso del autor, que ocurriría el 18 de marzo del mismo año.
Más de cincuenta años tras su publicación, la obra fue condenada por la Santa Sede. Mediante un decreto de la Sagrada Congregación del Índice, fechado el 6 de septiembre de 1819, fue incluida en el Índice de Libros Prohibidos de la Iglesia católica.

## Argumento
En 1765, afectado ya de tisis, Sterne decidió viajar a climas más cálidos que el de Inglaterra, y recorrió Francia e Italia, llegando hasta Nápoles.
Tras su regreso a Inglaterra, decidió relatar sus viajes por el continente desde un punto de vista sentimental, algo que hizo primeramente en el libro VII de su Tristram Shandy, y que luego volvió a esbozar en el Viaje sentimental. De hecho, este libro puede entenderse como un epílogo de su supuestamente inacabada opus magnum, el susodicho Tristram Shandy, pero también como respuesta al Viaje por Francia e Italia del escritor contemporáneo suyo Tobias Smollett.

### Controversia con Smollett
El Viaje por Francia e Italia de Smollett, escrito casi a la par que el Viaje sentimental, es una obra completamente opuesta al sentimentalismo de Sterne, mostrando un carácter misántropo y poco favorable a los lugares que describe: al parecer, Sterne y Smollett coincidieron en Milán durante  sus viajes por Europa, y Sterne se mostró muy contrariado con la maledicencia y el rencor que Smollett, cuyo mordaz talante parece ser se había echado a perder, mostraba en su Viaje. Sterne llegó a apodar a Smollett Smellfungus (literalmente, 'Huele-hongos'), pues decía de Smollett que estaba tan amargado que era capaz de oler la hediondez de un hongo incluso cuando no había ninguno.
El Viaje sentimental se convirtió en un éxito desde el momento de su publicación, ganando gran popularidad e influencia. El estilo de la obra fue el que tratarían de imitar los subsiguientes viajeros de la segunda mitad del siglo XVIII. A diferencia de los relatos de viajes anteriores, que generalmente ofrecían información de cada lugar de forma impersonal y pretendidamente objetiva, insistiendo en la cultura clásica como referencia absoluta del género, el Viaje sentimental enfatiza las opiniones de carácter subjetivo y personal, los sentimientos del autor, y los modales y las formas de actuar. A lo largo de la década de los 70, las mujeres viajeras comenzarían a publicar diarios de viaje desde un punto de vista sentimental, al tiempo que el sentimentalismo se convertía en el estilo favorito de aquellos que ofrecían opiniones poco ortodoxas o contracorriente, incluyendo radicalismo político.

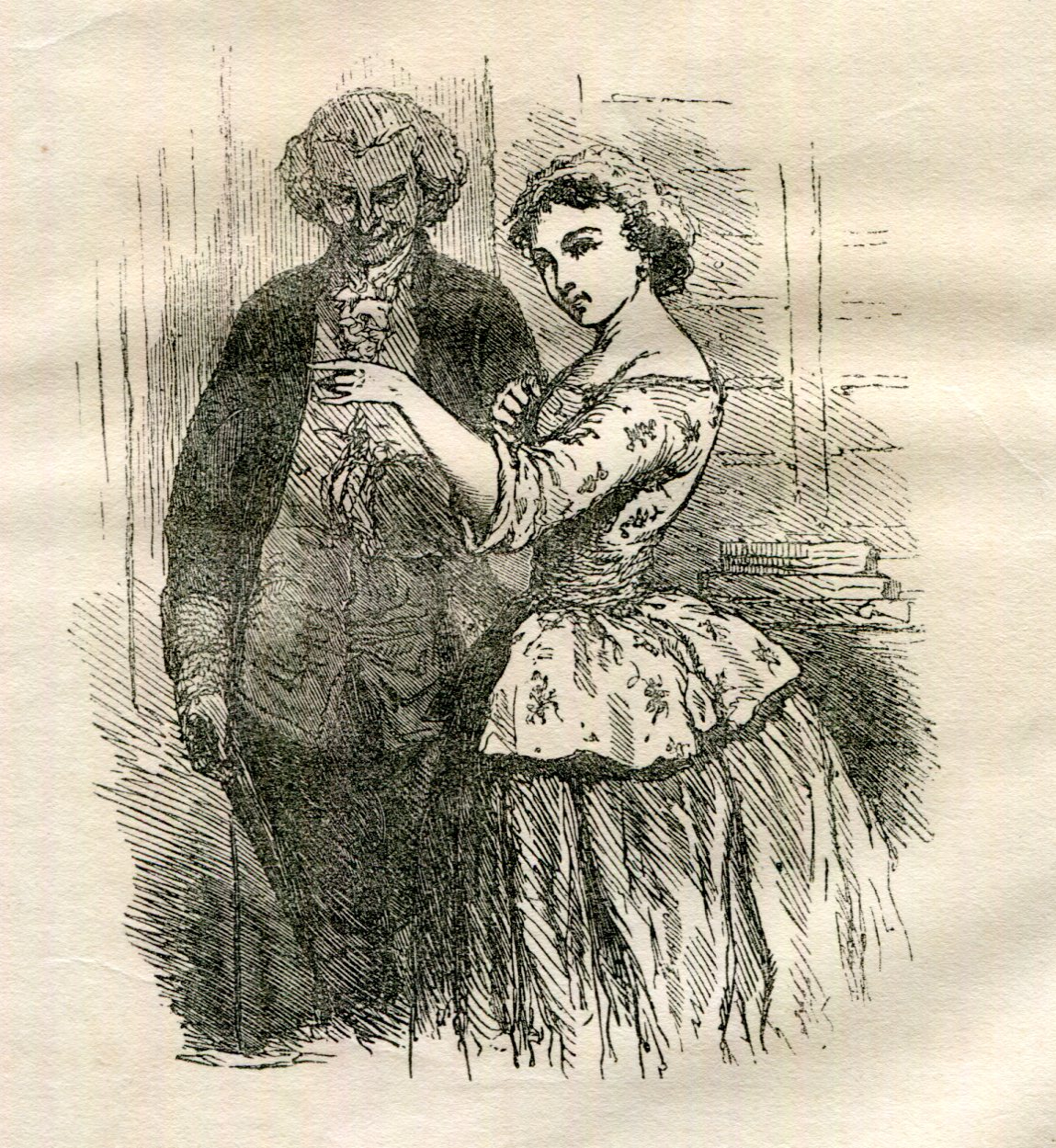
Yorick y señora de L. durante un encuentro en Calais

### Narrador de la obra
El narrador de la obra es el reverendo Mr Yorick, personaje que ya aparecía en la novela Tristram Shandy, y que se presenta al lector como una suerte de velado alter ego del propio Sterne. En ella Yorick narra sus variadas aventuras, generalmente de carácter galante y amoroso, en una serie de episodios compartimentados, siguiendo más o menos un orden cronológico. Paradójicamente, el libro apenas concluye cuando el autor llega a Italia. El estilo del libro, más elegante y menos excéntrico que el del Tristram Shandy, fue mejor recibido por la crítica contemporánea, que aun así no apreció el sentimentalismo de la obra.